# Amaia

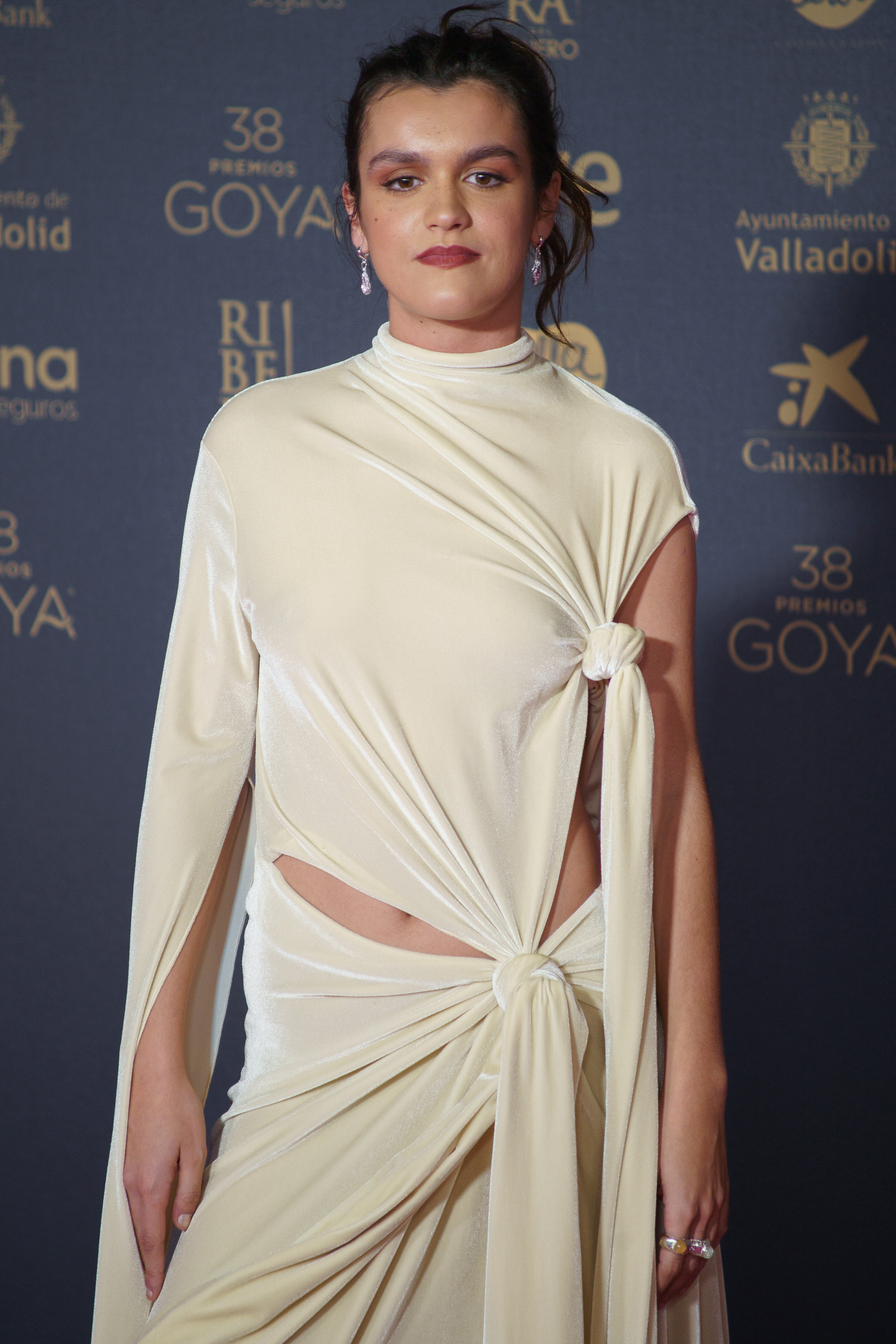
Amaia (2024)

Amaia Romero Arbizu (* 3. Januar 1999 in Pamplona, Navarra), Künstlername Amaia, ist eine spanische Sängerin. Zusammen mit Alfred vertrat sie Spanien mit dem Lied Tu canción beim Eurovision Song Contest 2018 in Lissabon.

## Leben
Sie wuchs in einer Musikerfamilie auf und konnte schon als kleines Kind Noten lesen und gut singen. Sie ist im letzten Jahr ihres Musikstudiums mit dem Hauptfach Klavier.

## Karriere
2010 und 2012 nahm sie an Talentshows für Kinder im spanischen Fernsehen teil, erreichte das Finale allerdings nicht.
Im Jahr 2017 nahm sie an der Audition für die neunte Staffel der Castingshow Operación Triunfo teil und kam am 23. Oktober 2017 in die „Academy-Klasse“. Am 29. Januar 2018 setzte sie sich zusammen mit Alfred in der Gala OT a Eurovisión durch und vertrat Spanien später beim Eurovision Song Contest 2018 mit dem Lied Tu canción. Am 5. Februar gewann sie die Castingshow Operación Triunfo mit 46 % der Stimmen der spanischen Zuschauer.

## Diskografie

### Alben
| Jahr | Titel                                                        | Höchstplatzierung, Gesamtwochen, AuszeichnungChartsChartplatzierungen (Jahr, Titel, Platzierungen, Wochen, Auszeichnungen, Anmerkungen) | Anmerkungen                              |
| Jahr | Titel                                                        | ES | Anmerkungen                              |
| ---- | ------------------------------------------------------------ | --- | ---------------------------------------- |
| 2018 | Sus canciones (Operación Triunfo 2017) Universal Music Spain | ES3 (25 Wo.)ES | Erstveröffentlichung: 9. März 2018       |
| 2019 | Pero no pasa nada Universal Music Spain                      | ES1 Gold · (45 Wo.)ES | Erstveröffentlichung: 19. September 2019 |
| 2022 | Cuando no sé quién soy Universal Music Spain                 | ES2 (45 Wo.)ES | Erstveröffentlichung: 12. Mai 2022       |
| 2025 | Si abro los ojos no es real Universal Music Spain            | ES3 (… Wo.)ES | Erstveröffentlichung: 30. Januar 2025    |

### Singles
| Jahr | Titel Album                                              | Höchstplatzierung, Gesamtwochen, AuszeichnungChartsChartplatzierungen (Jahr, Titel, Album, Platzierungen, Wochen, Auszeichnungen, Anmerkungen) | Anmerkungen                                                  |
| Jahr | Titel Album                                              | ES | Anmerkungen                                                  |
| --- | -------------------------------------------------------- | --- | ------------------------------------------------------------ |
| 2017 | City of Stars Sus canciones (Operación Triunfo 2017)     | ES61 (7 Wo.)ES | Erstveröffentlichung: 14. November 2017 mit Alfred Garcia    |
| 2017 | Shape of You Sus canciones (Operación Triunfo 2017)      | ES92 (1 Wo.)ES | Erstveröffentlichung: 28. November 2017 mit Roi Méndez       |
| 2018 | Shake It Out Sus Canciones (Operación Triunfo 2017)      | ES15 (9 Wo.)ES | Erstveröffentlichung: 2. Januar 2018                         |
| 2018 | Soñar contigo Sus canciones (Operación Triunfo 2017)     | ES85 (1 Wo.)ES | Erstveröffentlichung: 9. Januar 2018                         |
| 2018 | Love on the Brain Sus canciones (Operación Triunfo 2017) | ES60 (5 Wo.)ES | Erstveröffentlichung: 15. Januar 2018                        |
| 2018 | Al cantar Sus canciones (Operación Triunfo 2017)         | ES62 (2 Wo.)ES | Erstveröffentlichung: 28. Januar 2018                        |
| 2018 | Miedo Sus canciones (Operación Triunfo 2017)             | ES21 Gold · (6 Wo.)ES | Erstveröffentlichung: 5. Februar 2018                        |
| 2018 | Tu canción Sus canciones (Operación Triunfo 2017)        | ES3 Platin · (20 Wo.)ES | Erstveröffentlichung: 12. März 2018 mit Alfred               |
| 2018 | Perdona (Ahora sí que sí) –                              | ES35 (2 Wo.)ES | Erstveröffentlichung: 23. November 2018 mit Carolina Durante |
| 2019 | El relámpago Pero no pasa nada                           | ES24 (2 Wo.)ES | Erstveröffentlichung: 2. Mai 2019                            |
| 2019 | Quedará en nuestra mente Pero no pasa nada               | ES65 (1 Wo.)ES | Erstveröffentlichung: 1. August 2019                         |
| 2019 | Quiero que vengas Pero no pasa nada                      | ES87 (1 Wo.)ES |                                                              |
| 2020 | El encuentro –                                           | ES36 Platin · (5 Wo.)ES | Erstveröffentlichung: 22. Oktober 2020 mit Alizzz            |
| 2021 | Yo invito Cuando no sé quién soy                         | ES57 Gold · (1 Wo.)ES | Erstveröffentlichung: 30. September 2021                     |
| 2022 | Bienvenidos al show Cuando no sé quién soy               | ES88 (1 Wo.)ES | Erstveröffentlichung: 10. März 2022                          |
| 2022 | La canción que no quiero cantarte Cuando no sé quién soy | ES59 Gold · (2 Wo.)ES | Erstveröffentlichung: 9. Mai 2022 feat. Aitana               |
| 2022 | Así bailaba La Emperatriz                                | ES41 Gold · (3 Wo.)ES | Erstveröffentlichung: 8. Juli 2022 mit Rigoberta Bandini     |
| 2023 | Sexo en la playa –                                       | ES93 (1 Wo.)ES | Erstveröffentlichung: 16. Juni 2023 mit Alizzz               |
| 2024 | Tengo Un Pensamiento Si abro los ojos no es real         | ES14 Gold · (… Wo.)ES | Erstveröffentlichung: 19. Dezember 2024                      |
| Folgende Lieder erschienen nicht als Single, wurden aber durch das Album zum Download und Streaming bereitgestellt und konnten somit eine Platzierung erlangen: |                                                          | |                                                              |
| |                                                          | |                                                              |
| 2024 | M.A.P.S. Si abro los ojos no es real                     | ES64 (… Wo.)ES |                                                              |
| 2024 | Auxiliar Si abro los ojos no es real                     | ES79 (… Wo.)ES |                                                              |